# Дэйес, Уильям
Уильям Хамфриз Дэйес (англ. William Humphreys Dayas; 12 сентября 1863, Нью-Йорк — 3 мая 1903, Манчестер) — американский пианист, музыкальный педагог и композитор, работавший в Европе.
Уже с тринадцатилетнего возраста, потеряв обоих родителей, зарабатывал на жизнь церковным музицированием. Учился у органиста Сэмюэла Уоррена, игру на фортепиано изучал под руководством Рафаэля Йошеффи и С. Б. Миллза. Одновременно начал сам давать уроки музыки любителям.
Благодаря финансовой поддержке одного из своих учеников в 1881 г. отправился в Германию совершенствовать своё исполнительское мастерство. Учился в Берлине у Теодора Куллака, А. Г. Эрлиха и К. А. Хаупта, затем в 1882 г. перебрался в Веймар и вошёл в число учеников Франца Листа. Оставшись преданным учеником до конца жизни учителя, он присутствовал на похоронах Листа, и его письма по этому поводу предоставляют интересный фактический материал.
В 1890 г. был приглашён в Гельсингфорс профессором фортепиано в местную музыкальную школу, сменив на этом посту Ферруччо Бузони. Затем с 1893 г. преподавал в Висбадене, некоторое время работал в Кёльнской консерватории, а с 1896 г. и до конца жизни был профессором фортепиано в Манчестерском колледже музыки. Выступал в Манчестере как солист, особенно часто с произведениями своего учителя Листа.
Помимо фортепианных пьес и переложений, Дэйесу принадлежат также две органные сонаты (после длительного забвения их в 2015 г. записал Ян Лехтола), струнный квартет, посвящённый Карлу Халиру и впервые исполненный его квартетом в Висбадене, сюита для струнных, скрипичная и виолончельная сонаты (премьеру последней исполнил вместе с автором Карл Фукс).
Женился в 1891 г. на Маргарете Фокке, также ученице Листа. Их дочь — пианистка и музыкальный педагог Карин Дэйес.